# Rolf Gartz

Rolf Gartz

Rolf Gartz (* 23. Dezember 1940 in Bonn; † 22. März 2025 in Polch) war ein deutscher Zellbiologe, Biochemiker und Hochschullehrer.

## Leben
Rolf Gartz wurde am 23. Dezember 1940 in Bonn geboren. Im Jahr 1964 legte Gartz das Zentralabitur an der Internatsschule Englisches Institut in Heidelberg ab. Anschließend begann er ein Studium der Physik (Atomphysik), der Chemie (Biochemie) und der Biologie (Zellbiologie) an den Universitäten in Bonn und Köln. 1969 schloss er das Studium mit der Promotion zum Dr. rer. nat. an der Rheinischen Friedrich-Wilhelms-Universität in Bonn ab. 1970 begann er eine Beamtenlaufbahn in Rheinland-Pfalz und arbeitete bis 1990 als Regierungsdirektor.
Er war ab 2008 Vorstandsmitglied der Deutschen Technion-Gesellschaft. Von Januar 1990 bis Dezember 2015 war er geschäftsführender Vorstand der deutschen Eduard-Rhein-Stiftung für Informationstechnik.

## Auszeichnungen und Ehrungen
- 1998 Verdienstkreuz am Bande des Verdienstordens der Bundesrepublik Deutschland
- 2000 Ordentliches Mitglied der Internationalen Informatization Academy (IIA) bei den Vereinten Nationen
- 2000 Sputnikmedaille der Russischen Föderation für Kosmonautik
- 2000 Ehrenpromotion an der Staatlichen Universität für Sozialwissenschaften der Russian State Social University (RSSU) in Moskau
- 2001 Höchster Verdienstorden der Internationalen Informatization Academy (IIA) bei den Vereinten Nationen
- 2003 Ehrenprofessur der International Business School (MIRBIS)
- 2005 Professor an der Staatlichen Technischen Universität (MIREA)
- 2008 Ehrenprofessur an der Russian New University (ROSNOU)
- 2010 Juri-Gagarin-Medaille der Russischen Föderation für Kosmonautik
- 2013 Verdienstkreuz 1. Klasse des Verdienstordens der Bundesrepublik Deutschland[2]

## Mitgliedschaften
- Seit 1968 Gesellschaft Deutscher Naturforscher und Ärzte (GDNÄ)
- Seit 1982 Deutsche Gesellschaft für Zellbiologie (DGZ)
- Seit 1992 Max-Planck-Gesellschaft (MPG)
- Seit 1995 New York Academy of Sciences
- Seit 1997 Gesellschaft für Biochemie und Molekularbiologie (GBM)
- Seit 1999 American Association for the Advancement of Science (AAAS)